# Unione Sportiva Fiorenzuola 1922 2000-2001
Questa pagina raccoglie le informazioni riguardanti l'Unione Sportiva Fiorenzuola 1922 nelle competizioni ufficiali della stagione 2000-2001.

## Stagione
Nella stagione 2000-2001 il Fiorenzuola disputa il sesto campionato di Serie C2 della sua storia, il terzo consecutivo.
La guida tecnica viene affidata all'ex giocatore del Piacenza Stefano Maccoppi, al debutto da allenatore di prima squadra.
Dopo l'esperienza nel girone B della stagione precedente il Fiorenzuola torna ad essere inserito nel girone A, insieme a squadre provenienti da tutto il nord Italia. In Coppa Italia Serie C i rossoneri sono inseriti nel girone E insieme a Spezia, Carrarese, Cremonese e Mantova, le prime due militanti in Serie C1.
La prima partita stagionale è la prima giornata del girone di coppa, il 17 agosto, che vede il Fiorenzuola pareggiare 0-0 in casa con la Cremonese. Nelle successive giornate di Coppa i rossoneri subiscono tre sconfitte, senza riuscire a mettere a segno nessuna rete, chiudendo il girone all'ultimo posto.
La prima giornata di campionato si gioca il 3 settembre e vede il Fiorenzuola pareggiare a reti inviolate con il Legnano. Le prime reti e la prima vittoria stagionale arrivano alla giornata successiva con il successo esterno per 2-1 sul Novara. Nelle successive tre giornate arrivano tre pareggi, poi all'ottava giornata arriva la prima sconfitta, per 1-0 sul campo della Pro Patria.
I rossoneri tornano alla vittoria il 5 novembre, alla decima giornata, battendo per 3-2 il Sassuolo. Nelle giornate successive il Fiorenzuola riesce a mantenere un ritmo discreto conquistando 12 punti in nove giornate poi, dopo la vittoria sul Novara alla seconda giornata di ritorno, il rendimento subisce un brusco calo con i rossoneri che conquistano 5 punti in undici giornate, durante le quali non vincono nessun incontro.
Dopo la sconfitta interna con la Triestina (circa a metà della serie negativa) viene esonerato Maccoppi, sostituito dall'ex capitano del Brescia Stefano Bonometti. Con il nuovo tecnico non si notano grandi miglioramenti: i rossoneri tornano alla vittoria solo alla quart'ultima giornata, il 22 aprile, contro il Südtirol a cui se ne aggiunge un'altra, peraltro inutile per evitare i play-out, all'ultima giornata contro il Meda.
I rossoneri chiudono il campionato a quota 36 punti in quindicesima posizione e sono obbligati a giocarsi la salvezza ai play-out contro il Novara, già battuto due volte nella stagione regolare, che ha chiuso il campionato in sedicesima posizione con 8 punti in meno dei valdardesi. Nella gara di andata, giocata il 27 maggio, i piemontesi fanno valere il fattore campo, vincendo 1-0 con una rete di Polenghi. La gara di ritorno a Fiorenzuola, il 3 giugno, vede gli azzurri passare in vantaggio all'inizio del secondo tempo, ancora grazie a Polenghi. I rossoneri riescono a pareggiare allo scadere con Medda, pareggio che, in virtù della sconfitta dell'andata, condanna il Fiorenzuola alla retrocessione tra i dilettanti
. Tuttavia durante l'estate il Fiorenzuola viene ripescato tra i professionisti in virtù delle mancate iscrizioni in Serie C2 di Juve Stabia e Atletico Catania.
I giocatori più presenti durante la stagione sono Pegolo e Medda con 39 presenze, mentre il miglior realizzatore è Dosi con 11 reti.

## Organigramma societario[2]
Area direttiva
- Presidente: Antonio Villa
- Vicepresidente: Roberto Bricchi

Area tecnica
- Direttore sportivo: Riccardo Francani
- Allenatore: Stefano Maccoppi, poi Stefano Bonometti[3]

## Rosa[2]
Sono in corsivo i giocatori che hanno lasciato la società durante la stagione.
| N. |                   | Ruolo | Calciatore              |
| -- | ----------------- | ----- | ----------------------- |
|    | Italia (bandiera) | P     | Davide Bertaccini       |
|    | Italia (bandiera) | P     | Gianluca Pegolo         |
|    | Italia (bandiera) | D     | Gabriele Cecchetto      |
|    | Italia (bandiera) | D     | Umberto Colicchio       |
|    | Italia (bandiera) | D     | Daniele Cozzi           |
|    | Italia (bandiera) | D     | Paolo Grossi (capitano) |
|    | Italia (bandiera) | D     | Claudio Labriola        |
|    | Italia (bandiera) | D     | Emanuele Liberti        |
|    | Italia (bandiera) | D     | Francesco Miccoli       |
|    | Italia (bandiera) | D     | Stefano Medda           |
|    | Italia (bandiera) | D     | Gaetano Teresi          |
|    | Italia (bandiera) | C     | Paolo Coppola           |
|    | Italia (bandiera) | C     | Daniele De Battisti     |

| N. |                   | Ruolo | Calciatore        |
| -- | ----------------- | ----- | ----------------- |
|    | Italia (bandiera) | C     | Davide Drascek    |
|    | Italia (bandiera) | C     | Arnaldo Franzini  |
|    | Italia (bandiera) | C     | Omar Melizza      |
|    | Italia (bandiera) | C     | Mauro Moreschi    |
|    | Italia (bandiera) | C     | Eugenio Nicoletti |
|    | Italia (bandiera) | C     | Daniele Pizzelli  |
|    | Italia (bandiera) | A     | Luca Dosi         |
|    | Italia (bandiera) | A     | Alberto Frisenda  |
|    | Italia (bandiera) | A     | Marcello Gambino  |
|    | Italia (bandiera) | A     | Loris Guerra      |
|    | Italia (bandiera) | A     | Federico Lauria   |
|    | Italia (bandiera) | A     | Marco Romanini    |

## Calciomercato[2]

### Sessione estiva
Dopo i risultati negativi delle stagioni precedenti il presidente Villa decide di cambiare politica: al posto di giocatori già affermati si punta su giovani provenienti dalle categorie inferiori o alla loro prima esperienza in prima squadra. Arrivano il portiere Pegolo in prestito dal Verona, i difensori Cecchetto dal Pavia, Colicchio dal Fidenza, Cozzi dalla Biellese, Della Bianchina di rientro dal prestito alla Cavese e Miccoli dalla Maceratese, I centrocampisti Coppola dal Giorgione, De Battisti dal Brescello, Drascek in prestito dal Vicenza, Moreschi dal Rodengo Saiano e Nicoletti dal Milan. Tra gli attaccanti c'è il ritorno di Dosi, dall'Atletico Catania e l'arrivo di Guerra dal Giorgione.
Lasciano i rossoneri il portiere Morrone, che si accasa al Sant'Anastasia, i difensori Tassotti e Gorrini, diretti alla Maceratese, dove si accasano anche gli attaccanti Luciani e Pelliccia, Lauretti (al Gubbio) e Marcucci (alla Carrarese). Tra i centrocampisti Bruno Conca si ritira dal calcio giocato, continuando nella carriera di allenatore che aveva iniziato l'anno precedente proprio a Fiorenzuola. Consonni si trasferisce al Rimini, Di Matteo alla Puteolana, Flauto e Mello al Fanfulla (il secondo in prestito), Giannascoli torna alla Cavese per fine prestito, Rizzi alla Pontolliese, mentre Speranza torna al Piacenza alla scadenza del prestito. Al Pizzighettone vanno gli attaccanti Mantegazza e Parma, quest'ultimo in prestito.
| Acquisti | Acquisti               | Acquisti         | Acquisti      |
| R.       | Nome                   | da               | Modalità      |
| -------- | ---------------------- | ---------------- | ------------- |
| P        | Gianluca Pegolo        | Verona           | prestito      |
| D        | Gabriele Cecchetto     | Pavia            |               |
| D        | Umberto Colicchio      | Fidenza          |               |
| D        | Daniele Cozzi          | Biellese         |               |
| D        | Davide Della Bianchina | Cavese           | fine prestito |
| D        | Francesco Miccoli      | Maceratese       |               |
| C        | Paolo Coppola          | Giorgione        |               |
| C        | Daniele De Battisti    | Brescello        |               |
| C        | Davide Drascek         | Vicenza          | prestito      |
| C        | Mauro Moreschi         | Rodengo Saiano   |               |
| C        | Eugenio Nicoletti      | Milan            |               |
| A        | Luca Dosi              | Atletico Catania |               |
| A        | Loris Guerra           | Giorgione        |               |

| Cessioni | Cessioni                | Cessioni       | Cessioni      |
| R.       | Nome                    | a              | Modalità      |
| -------- | ----------------------- | -------------- | ------------- |
| P        | Marco Morrone           | Sant'Anastasia |               |
| P        | Federico Tassotti       | Maceratese     |               |
| D        | Andrea Gorrini          | Maceratese     |               |
| D        | Pierpaolo Lauretti      | Gubbio         |               |
| D        | Daniele Marcucci        | Carrarese      |               |
| C        | Pierpaolo Caminati      | Maceratese     |               |
| C        | Bruno Conca             |                | fine carriera |
| C        | Luigi Consonni          | Rimini         |               |
| C        | Alessandro Di Matteo    | Puteolana      |               |
| C        | Roberto Flauto          | Fanfulla       |               |
| C        | Dino Giannascoli        | Cavese         | fine prestito |
| C        | Daniele Mello           | Fanfulla       | prestito      |
| C        | Davide Rizzi            | Pontolliese    |               |
| C        | Adolfo Daniele Speranza | Piacenza       | fine prestito |
| A        | Saverio Luciani         | Maceratese     |               |
| A        | Luca Mantegazza         | Pizzighettone  |               |
| A        | Enea Parma              | Pizzighettone  | prestito      |
| A        | Marco Pelliccia         | Maceratese     |               |

### Sessione autunnale
Nella sessione autunnale del mercato viene acquistato il centrocampista Franzini dal Sassuolo e viene ceduto il difensore Labriola alla Sampdoria.
| Acquisti | Acquisti         | Acquisti | Acquisti |
| R.       | Nome             | da       | Modalità |
| -------- | ---------------- | -------- | -------- |
| C        | Arnaldo Franzini | Sassuolo |          |

| Cessioni | Cessioni         | Cessioni  | Cessioni |
| R.       | Nome             | a         | Modalità |
| -------- | ---------------- | --------- | -------- |
| D        | Claudio Labriola | Sampdoria |          |

### Sessione invernale
Nella sessione invernale del mercato arrivano il centrocampista Melizza dal Gualdo e l'attaccante Romanini dalla Primavera del Brescia, contestualmente all'ingaggio di Stefano Bonometti come allenatore. Lasciano i rossoneri Della Bianchina, che passa all'Imperia, De Battisti, ceduto al San Marino Calcio e Franzini che si accasa al Montichiari.
| Acquisti | Acquisti       | Acquisti | Acquisti |
| R.       | Nome           | da       | Modalità |
| -------- | -------------- | -------- | -------- |
| C        | Omar Melizza   | Gualdo   |          |
| A        | Marco Romanini | Brescia  | prestito |

| Cessioni | Cessioni               | Cessioni    | Cessioni |
| R.       | Nome                   | a           | Modalità |
| -------- | ---------------------- | ----------- | -------- |
| D        | Davide Della Bianchina | Imperia     |          |
| C        | Daniele De Battisti    | San Marino  |          |
| C        | Arnaldo Franzini       | Montichiari |          |

## Risultati

### Campionato

#### Girone di andata
| 3 settembre 2000 1ª giornata | Fiorenzuola | 0 – 0 | Legnano |  |

| 10 settembre 2000 2ª giornata | Novara | 1 – 2 | Fiorenzuola |  |

| 17 settembre 2000 3ª giornata | Fiorenzuola | 1 – 1 | Padova |  |

| 24 settembre 2000 4ª giornata | Moncalieri | 0 – 0 | Fiorenzuola |  |

| 1º ottobre 2000 5ª giornata | Fiorenzuola | 1 – 1 | Sandonà |  |

| 8 ottobre 2000 6ª giornata | Pro Patria | 1 – 0 | Fiorenzuola |  |

| 15 ottobre 2000 7ª giornata | Fiorenzuola | 1 – 1 | Biellese |  |

| 22 ottobre 2000 8ª giornata | Fiorenzuola | 0 – 2 | Pro Vercelli |  |

| 29 ottobre 2000 9ª giornata | Triestina | 2 – 2 | Fiorenzuola |  |

| 5 novembre 2000 10ª giornata | Fiorenzuola | 3 – 2 | Sassuolo |  |

| 12 novembre 2000 11ª giornata | Montichiari | 4 – 3 | Fiorenzuola |  |

| 26 novembre 2000 12ª giornata | Mestre | 1 – 0 | Fiorenzuola |  |

| 3 dicembre 2000 13ª giornata | Fiorenzuola | 2 – 1 | Cremonese |  |

| 10 dicembre 2000 14ª giornata | Südtirol | 0 – 1 | Fiorenzuola |  |

| 17 dicembre 2000 15ª giornata | Fiorenzuola | 2 – 2 | Mantova |  |

| 23 dicembre 2000 16ª giornata | Pro Sesto | 1 – 0 | Fiorenzuola |  |

| 7 gennaio 2001 17ª giornata | Fiorenzuola | 1 – 1 | Meda |  |

#### Girone di ritorno
| 14 gennaio 2001 18ª giornata | Legnano | 1 – 1 | Fiorenzuola |  |

| 21 gennaio 2001 19ª giornata | Fiorenzuola | 1 – 0 | Novara |  |

| 28 gennaio 2001 20ª giornata | Padova | 3 – 1 | Fiorenzuola |  |

| 4 febbraio 2001 21ª giornata | Fiorenzuola | 0 – 0 | Moncalieri |  |

| 11 febbraio 2001 22ª giornata | Sandonà | 0 – 0 | Fiorenzuola |  |

| 18 febbraio 2001 23ª giornata | Fiorenzuola | 0 – 1 | Pro Patria |  |

| 25 febbraio 2001 24ª giornata | Biellese | 1 – 1 | Fiorenzuola |  |

| 11 marzo 2001 25ª giornata | Pro Vercelli | 1 – 1 | Fiorenzuola |  |

| 18 marzo 2001 26ª giornata | Fiorenzuola | 0 – 1 | Triestina |  |

| 25 marzo 2001 27ª giornata | Sassuolo | 3 – 1 | Fiorenzuola |  |

| 1º aprile 2001 28ª giornata | Fiorenzuola | 1 – 1 | Montichiari |  |

| 8 aprile 2001 29ª giornata | Fiorenzuola | 0 – 1 | Mestre |  |

| 14 aprile 2001 30ª giornata | Cremonese | 2 – 1 | Fiorenzuola |  |

| 22 aprile 2001 31ª giornata | Fiorenzuola | 2 – 0 | Südtirol |  |

| 29 aprile 2001 32ª giornata | Mantova | 3 – 0 | Fiorenzuola |  |

| 6 maggio 2001 33ª giornata | Fiorenzuola | 2 – 2 | Pro Sesto |  |

| 13 maggio 2001 34ª giornata | Meda | 1 – 3 | Fiorenzuola |  |

## Statistiche

### Statistiche di squadra
| Competizione         | Punti | Totale | Totale | Totale | Totale | Totale | Totale | DR  |
| Competizione         | Punti | G      | V      | N      | P      | Gf     | Gs     | DR  |
| -------------------- | ----- | ------ | ------ | ------ | ------ | ------ | ------ | --- |
| Serie C2             | 36    | 34     | 7      | 15     | 12     | 34     | 42     | -8  |
| Play-out             |       | 2      | 0      | 1      | 1      | 1      | 2      | -1  |
| Coppa Italia Serie C |       | 4      | 0      | 1      | 3      | 0      | 7      | -7  |
| Totale               |       | 40     | 7      | 17     | 16     | 35     | 51     | -16 |

### Statistiche dei giocatori[2]
| Giocatore      | Serie C2 | Serie C2 | Play-out | Play-out | Coppa Italia Serie C | Coppa Italia Serie C | Totale   | Totale |
| Giocatore      | Presenze | Reti     | Presenze | Reti     | Presenze             | Reti                 | Presenze | Reti   |
| -------------- | -------- | -------- | -------- | -------- | -------------------- | -------------------- | -------- | ------ |
| D. Bertaccini  | 0        | -0       | 0        | -0       | 1                    | -0                   | 1        | -0     |
| G. Cecchetto   | 10       | 0        | 1        | 0        | 3                    | 0                    | 14       | 0      |
| U. Colicchio   | 17       | 0        | 2        | 0        | 0                    | 0                    | 19       | 0      |
| P. Coppola     | 32       | 0        | 2        | 0        | 3                    | 0                    | 37       | 0      |
| D. Cozzi       | 30       | 1        | 2        | 0        | 3                    | 0                    | 35       | 1      |
| D. De Battisti | 16       | 2        | -        | -        | 0                    | 0                    | 16       | 2      |
| L. Dosi        | 25       | 11       | 2        | 0        | 0                    | 0                    | 27       | 11     |
| D. Drascek     | 32       | 0        | 2        | 0        | 3                    | 0                    | 37       | 0      |
| A. Franzini    | 9        | 0        | -        | -        | -                    | -                    | 9        | 0      |
| A. Frisenda    | 2        | 0        | 0        | 0        | 1                    | 0                    | 3        | 0      |
| M. Gambino     | 1        | 0        | 0        | 0        | 0                    | 0                    | 1        | 0      |
| P. Grossi      | 29       | 1        | 0        | 0        | 4                    | 0                    | 33       | 1      |
| L. Guerra      | 29       | 1        | 1        | 0        | 4                    | 0                    | 34       | 1      |
| C. Labriola    | 0        | 0        | 0        | 0        | 2                    | 0                    | 2        | 0      |
| F. Lauria      | 29       | 9        | 2        | 0        | 2                    | 0                    | 33       | 9      |
| E. Liberti     | 10       | 0        | 1        | 0        | 2                    | 0                    | 13       | 0      |
| S. Medda       | 33       | 5        | 2        | 1        | 4                    | 0                    | 39       | 6      |
| O. Melizza     | 8        | 0        | 2        | 0        | -                    | -                    | 10       | 0      |
| F. Miccoli     | 23       | 0        | 2        | 0        | 3                    | 0                    | 28       | 0      |
| M. Moreschi    | 26       | 1        | 0        | 0        | 4                    | 0                    | 30       | 1      |
| E. Nicoletti   | 27       | 3        | 2        | 0        | 4                    | 0                    | 33       | 3      |
| G. Pegolo      | 34       | -42      | 2        | -2       | 3                    | -7                   | 39       | -51    |
| D. Pizzelli    | 19       | 0        | 1        | 0        | 4                    | 0                    | 24       | 0      |
| M. Romanini    | 6        | 0        | 2        | 0        | -                    | -                    | 8        | 0      |
| G. Teresi      | 17       | 0        | 0        | 0        | 2                    | 0                    | 19       | 0      |